# Lake Wynonah
Lake Wynonah és una concentració de població designada pel cens dels Estats Units a l'estat de Pennsilvània. Segons el cens del 2000 tenia 1.961 habitants.

## Demografia
Segons el cens del 2000, Lake Wynonah tenia 1.961 habitants, 718 habitatges, i 595 famílies. La densitat de població era de 257,5 habitants per quilòmetre quadrat.
Dels 718 habitatges en un 37,9% hi vivien nens de menys de 18 anys, en un 75,9% hi vivien parelles casades, en un 4,5% dones solteres, i en un 17,1% no eren unitats familiars. En el 12,4% dels habitatges hi vivien persones soles el 2,8% de les quals corresponia a persones de 65 anys o més que vivien soles. El nombre mitjà de persones vivint en cada habitatge era de 2,73 i el nombre mitjà de persones que vivien en cada família era de 2,99.
Per edats la població es repartia de la següent manera: un 26,8% tenia menys de 18 anys, un 4,6% entre 18 i 24, un 31,6% entre 25 i 44, un 25,8% de 45 a 60 i un 11,3% 65 anys o més.
L'edat mediana era de 38 anys. Per cada 100 dones de 18 o més anys hi havia 100 homes.
La renda mediana per habitatge era de 51.000 $ i la renda mediana per família de 52.121 $. Els homes tenien una renda mediana de 39.250 $ mentre que les dones 24.375 $. La renda per capita de la població era de 19.886 $. Entorn de l'1,8% de les famílies i l'1,6% de la població estaven per davall del llindar de pobresa.

## Poblacions més properes
El següent diagrama mostra les poblacions més properes.